# 王兆力
王兆力（1962年12月—），男，汉族，黑龙江双城人，中华人民共和国政治人物。哈尔滨工业大学管理工程专业本科、硕士毕业。

## 生平
1980年9月，在哈尔滨工业大学管理工程专业学习。1984年7月加入中国共产党。1984年9月，在哈尔滨工业大学管理工程专业读硕士研究生。1987年7月参加工作，任黑龙江省计经委科员。1990年3月，任黑龙江省农业开发办科员、主任科员。1992年7月，任黑龙江省农业开发办副处长。1994年5月，任黑龙江省农业开发办计财处处长。1996年11月，任黑龙江省农业开发办副主任（其间：1994年8月－1997年3月，挂职汤原县副县长）。2000年8月，任黑龙江省财政厅副厅长。2004年，任中共鸡西市委副书记。2005年，任鸡西市人民政府市长。2009年10月，任中共鸡西市委书记。2011年7月，任中共佳木斯市委书记。2014年12月，任黑龙江省农垦总局党委书记。2017年5月，任中共黑龙江省委常委。2017年6月，任哈爾濱市委書記。2022年1月，当选为黑龙江省人大常委会副主任。翌年1月卸任。
2008年，当选第十一届全国人民代表大会黑龙江地区代表。